# Église Sainte-Barbara de Raytchitsa
L'église Sainte-Barbara (Црква Св. Варвара en macédonien) est une église orthodoxe située à Raytchitsa, près de la ville de Debar, en Macédoine. Elle se trouve en dehors du village et en surplomb du lac de Debar. 
Construite 1597, elle dépendait à l'origine du monastère Saint-Jean Bigorski. 
Typique des édifices chrétiens construits sous la domination ottomane, l'église est petite et ne compte qu'une seule nef avec une abside. Elle est surtout connue pour ses fresques et ses quelques icônes.

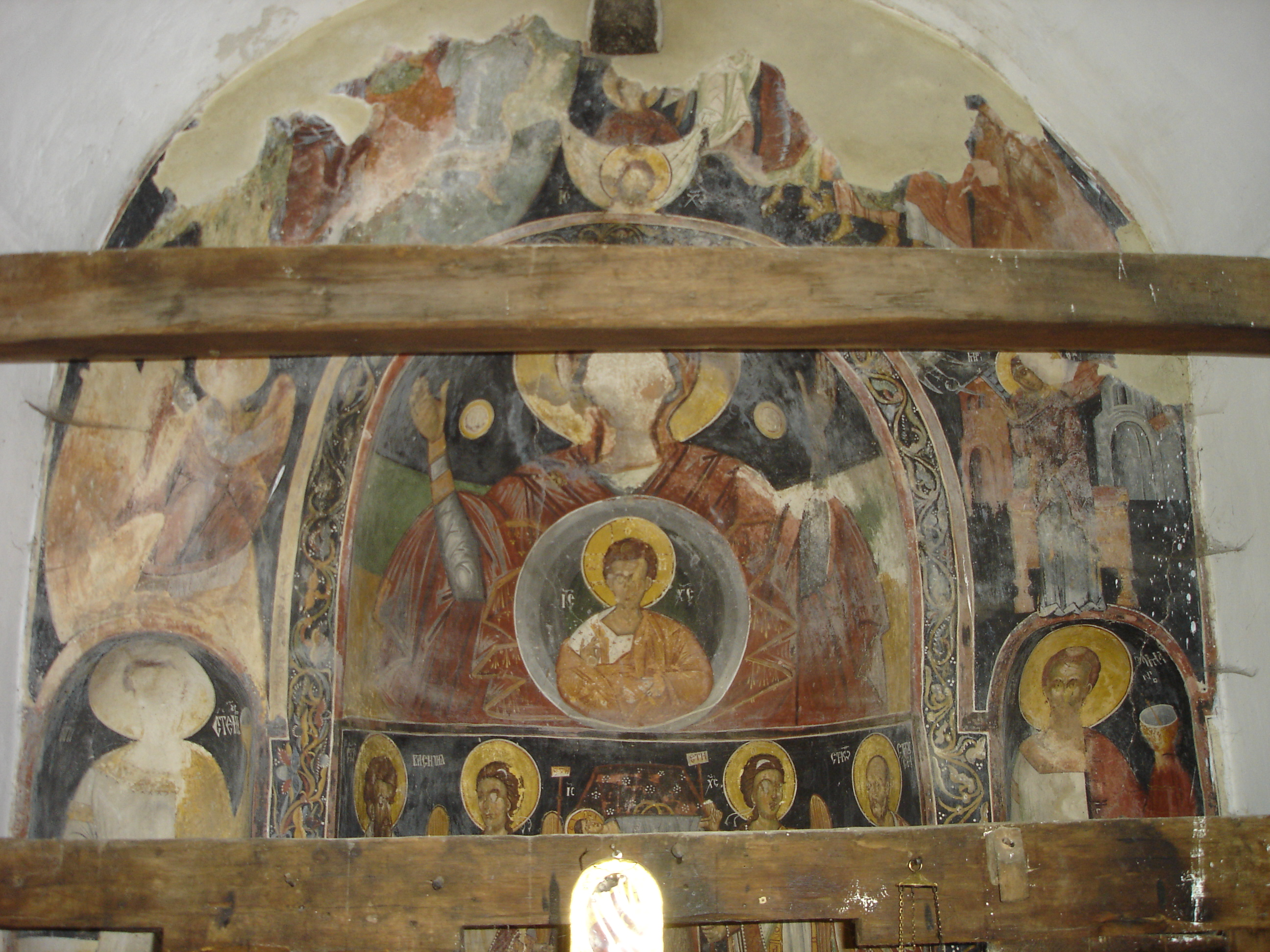
Fresques du chœur.
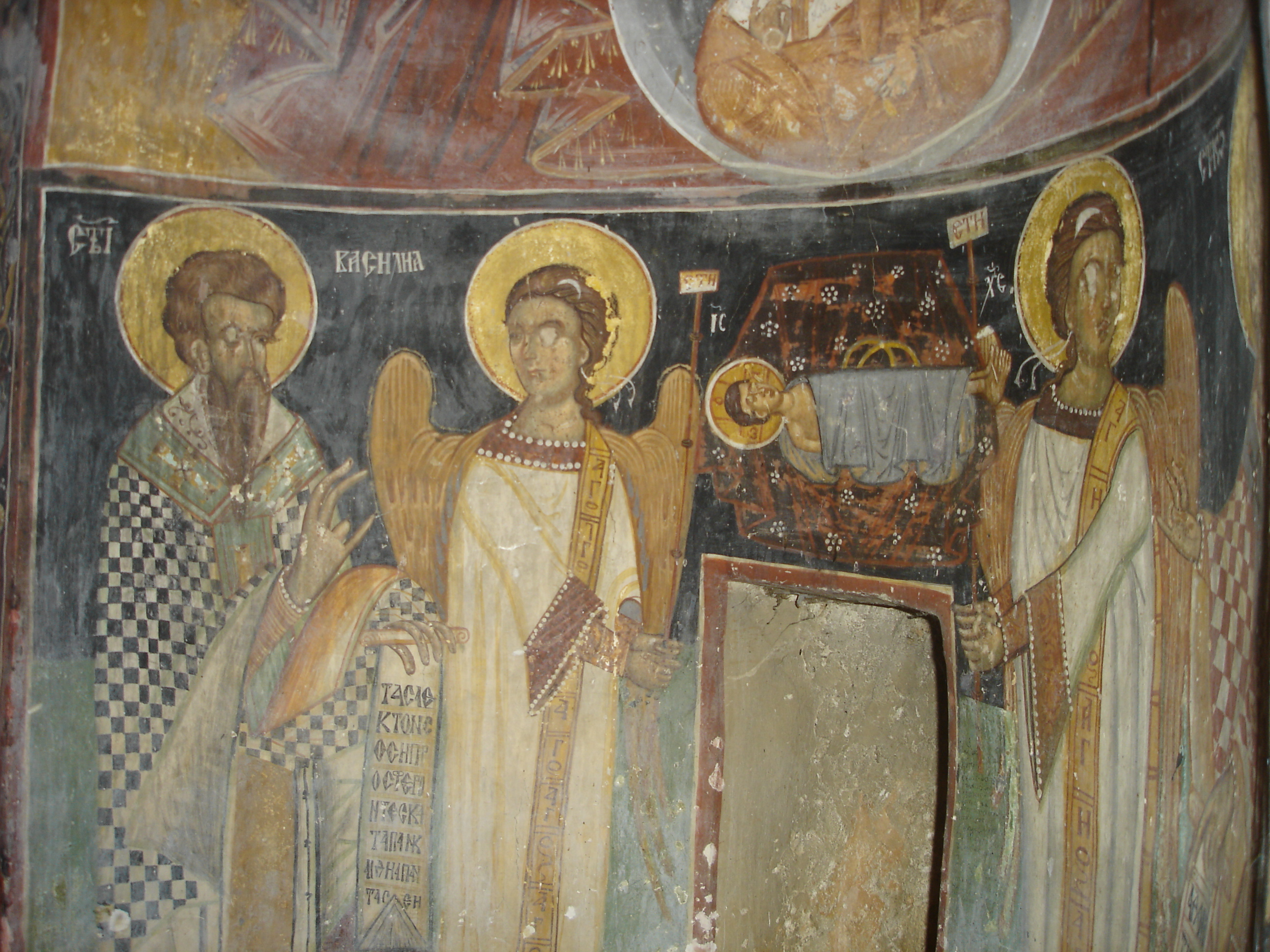
Fresques du chœur.